# 卡鲁姆·麦克马纳曼
卡鲁姆·麦克马纳曼（英語：Callum McManaman；1991年4月25日—）是一位英格蘭足球運動員。在場上的位置是側鋒。現效力於英甲球隊威根，曾效力西布朗。他也代表英格蘭各級國青隊參賽。

## 外部連結
- 足球数据库：卡鲁姆·麦克马纳曼的球员统计数据